# Bellsolà
Bellsolà es una empresa española de panadería y pastelería perteneciente al grupo empresarial Monbake cuyo origen está en Aiguaviva (provincia de Gerona), aunque reubicada en Valdeolmos-Alalpardo (provincia de Madrid). Se dedican a la producción de pan precocido y masas congeladas de panadería, bollería y pastelería. Abastecen a panaderías de toda España con sus diez plantas de producción repartidas por todo el territorio nacional. Junto con Europastry, son las dos mayores abastecedoras de pan industrial en España.

## Historia
En 1892, Pere Bellsolà Bertran funda su propia panadería en la plaza del grano de Gerona. En 1940, la panadería pasa a manos de su hijo Robert Bellsolà Bellsolà, expandiendo el negocio. La panadería se transforma en la empresa Bellsolà SA y abre su primera fábrica en Aiguaviva.
En 2010 fue comprada por la familia Gallardo, quienes ya desde 2003 poseían un 43% de las acciones de la empresa. En 2015 se incorporó a trabajar Anna Bellsolà, hija del fundador, propietaria de la panadería Baluard y autora de varios libros sobre panadería. 